# Asamblea del Pueblo Egipcio

Escudo de Egipto.

La Asamblea del Pueblo de Egipto (en árabe: Maglis Al-Sha'ab مجلس الشعب) fue la cámara baja del parlamento bicameral de Egipto. A pesar de su condición inferior, sin embargo, jugaba un papel más importante en la redacción de la legislación y el día a día las tareas legislativas que el Consejo de la Shura, la cámara alta. La Asamblea eligió a los miembros de la Asamblea Constituyente de Egipto. Con la constitución de 2014, fue reemplaza por la Cámara de Representantes de Egipto.

## Poderes
La Asamblea del Pueblo contaba con diversas competencias establecidas en el capítulo V de la Constitución. De acuerdo con el artículo 86 de la Asamblea Popular se comprometen a la:
- Legislación
- Revisión y aprobación de acuerdos y tratados
- Revisión y aprobación del plan y el presupuesto del Estado
- La supervisión del trabajo del Ejecutivo
- Discusión de la declaración del Presidente de la República y el programa de gobierno
- Enmiendas a la Constitución
- Aprobación de las declaraciones de guerra y de emergencia